# Peter Stockmeier
Peter Stockmeier (* 29. Dezember 1925 in Hemhof, Oberbayern; † 19. November 1988 in München) war ein römisch-katholischer Kirchenhistoriker und Hochschullehrer.

## Leben
Peter Stockmeier empfing nach Abschluss seiner theologischen und philosophischen Studien im Jahre 1952 das Sakrament der Priesterweihe. 1955 promovierte er zum Doktor der Theologie, 1961 erfolgte seine Habilitation bei Adolf Wilhelm Ziegler. 1964 wurde er Professor für Alte Kirchengeschichte und Patrologie in Trier. Von 1966 bis 1969 dozierte Stockmeier an der Eberhard-Karls-Universität Tübingen, ab 1969 war er Professor für Kirchengeschichte an der Ludwig-Maximilians-Universität München.  In den Jahren 1983–1988 war er 1. Vorsitzender des Vereins für Diözesangeschichte von München und Freising. Er veröffentlichte zahlreiche Arbeiten zur Geschichte der frühen Kirche, zu den Konzilien der ersten Jahrhunderte, zur Theologie der Kirchenväter sowie zur Freisinger Bistumsgeschichte.

## Werke (in Auswahl)

### Publikationen in Buchform
- Leo I. des Grossen Beurteilung der kaiserlichen Religionspolitik (= Münchener theologische Studien, Abteilung 1, Historische Abteilung, Band 14). Hueber, München 1959.
- Theologie und Kult des Kreuzes bei Johannes Chrysostomus. Ein Beitrag zum Verständnis des Kreuzes im 4. Jh.(= Trierer theologische Studien, Band 18). Paulinus, Trier 1966, (Zugleich Hochschulschrift, München, Theologische Fakultät, Habilitationsschrift vom 6. November 1961).
- Glaube und Religion in der frühen Kirche. Herder, Freiburg im Breisgau 1972, ISBN  3-451-16715-8.
- Zus. m. Reiner Kaczynski Konflikt in der Kirche. Patmos, Düsseldorf 1977, ISBN 3-491-77573-6.
- München und Rom. Epochen und Pole der Katholizität. Festvortrag aus Anlass der Ernennung des Erzbischofs von München und Freising Dr. Joseph Ratzinger zum Kardinal am 10. Juli 1977, gehalten im Deutschen Museum München. EOS-Verlag, St. Ottilien 1977, ISBN 3-88096-036-4.
- Glaube und Kultur. Studien zur Begegnung von Christentum und Antike. Patmos, Düsseldorf 1983, ISBN 3-491-71055-3.

### Beiträge in Sammelwerken
- Krisen der frühen Kirche als Probleme der Kirchengeschichte. In: Historisches Jahrbuch, Freiburg, München, Band 93, 1972, S. 1–18.
- Die sogenannte Konstantinische Wende im Licht antiker Religiosität. In: Historisches Jahrbuch, Freiburg, München, Band 96, 1975, S. 1–17.
- Aspekte zum Menschenbild im frühen Christentum. In: Ines M. Breinbauer (Hrsg.): Gefährdung der Bildung – Gefährdung des Menschen. Styria, Wien, Graz 1987, S. 291f.
- Altertum. In: Josef Lenzenweger u. a. (Hrsg.): Geschichte der katholischen Kirche. Ein Grundkurs. Styria, Graz 1986, Studienausgabe 1990, ISBN 3-222-11894-9, S. 21–179.

### Zeitschriftenartikel
- Die Vita Severini im Lichte der Archäologie. In: Institut für Volkskultur (Hrsg.), Oberösterreichische Heimatblätter, Jahrgang 36, Linz  1982, S. 16f, ooegeschichte.at [PDF]
- Das Bistum Freising in der Geschichtsschreibung. In: BABKG. Jahrgang 39, 1985, Seite 9–28.